# 1909 (szám)
Az 1909 (római számmal: MCMIX) az 1908 és 1910 között található természetes szám.

## A matematikában
A tízes számrendszerbeli 1909-es a kettes számrendszerben 11101110101, a nyolcas számrendszerben 3565, a tizenhatos számrendszerben 775 alakban írható fel.
Az 1909 páratlan szám, összetett szám, félprím. Kanonikus alakja 231 · 831, normálalakban az 1,909 · 103 szorzattal írható fel. Négy osztója van a természetes számok halmazán, ezek növekvő sorrendben: 1, 23, 83 és 1909.
18-hipertökéletes szám.
Az 1909 hatvanegy szám valódiosztóösszeg-függvényeként áll elő, ezek közül legkisebb a 4251.